# Plátano de Portalegre

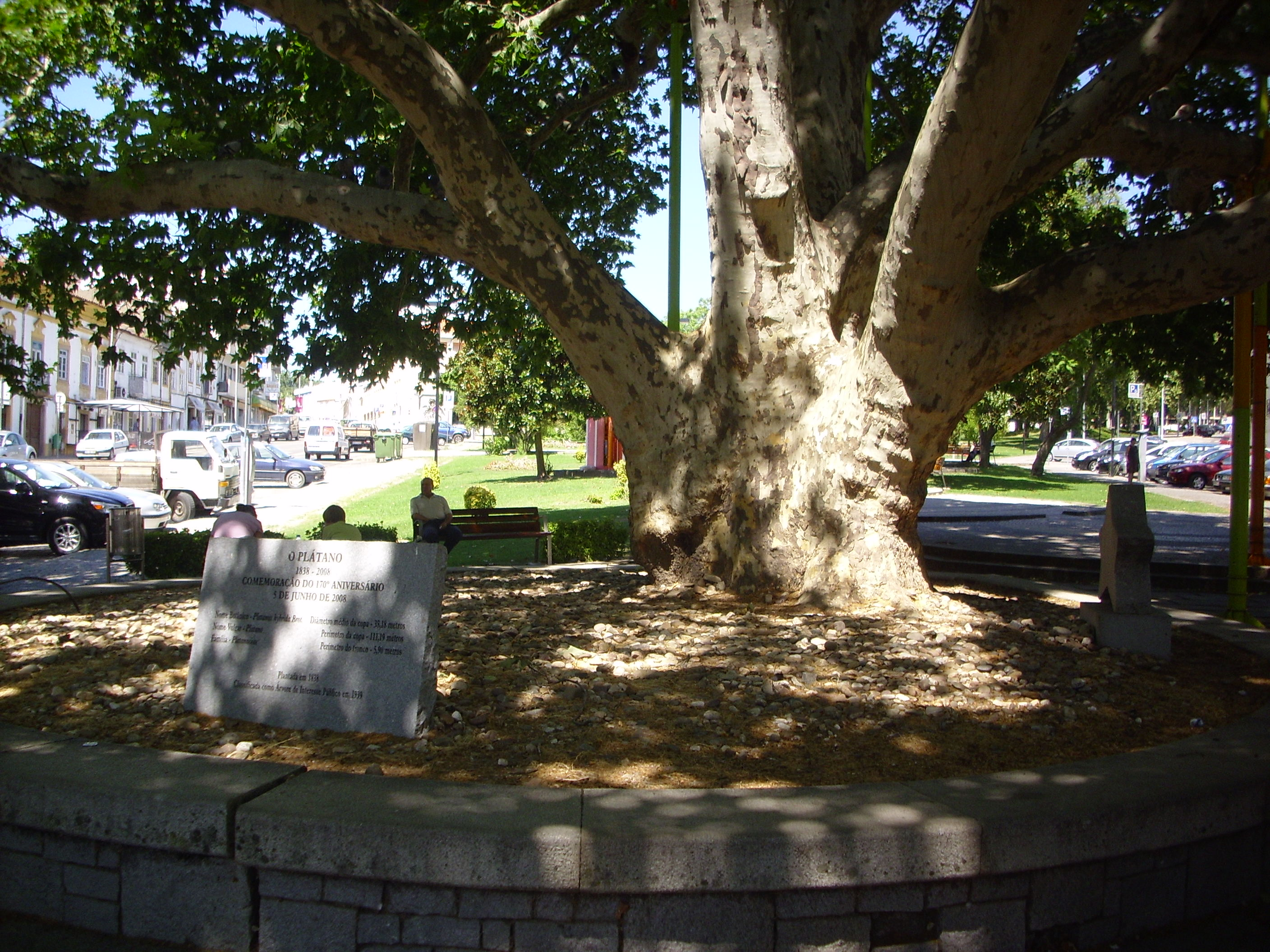
Der Baum mit Gedenktafel

Der Plátano de Portalegre (auch Platane von Rossio - Plátano do Rossio) ist ein Baum in der portugiesischen Stadt Portalegre am Rande des Naturpark Serra de São Mamede im Osten Portugals.
Die Morgenländische Platane (Platanus orientalis) wurde 1838 durch den in Portalegre geborenen Botaniker und Arzt José Maria Grande (1799–1857) gepflanzt.
Sie ist 26,50 Meter hoch, hat einen Umfang von 6,85 Metern und ihre Baumkrone durchmisst 33,50 Meter. Damit gilt sie als die größte Baumkrone der Iberischen Halbinsel.
Die Platane steht in einem kleinen, in den 1960er Jahren durch den Landschaftsarchitekten Albano Castelo Branco neugestalteten Park. Der bereits 1939 unter Schutz gestellte Baum und der Park stehen heute als Einheit unter Denkmalschutz.
Im Jahr 2020 war er der Gewinner des nationalen Wettbewerbs „Portugiesischer Baum des Jahres“. 2021 vertritt er Portugal beim Wettbewerb „Europäischer Baum des Jahres“ und erzählt dort seine Geschichte.

Blicke auf die 'Plátano do Rossio' - Portalegre
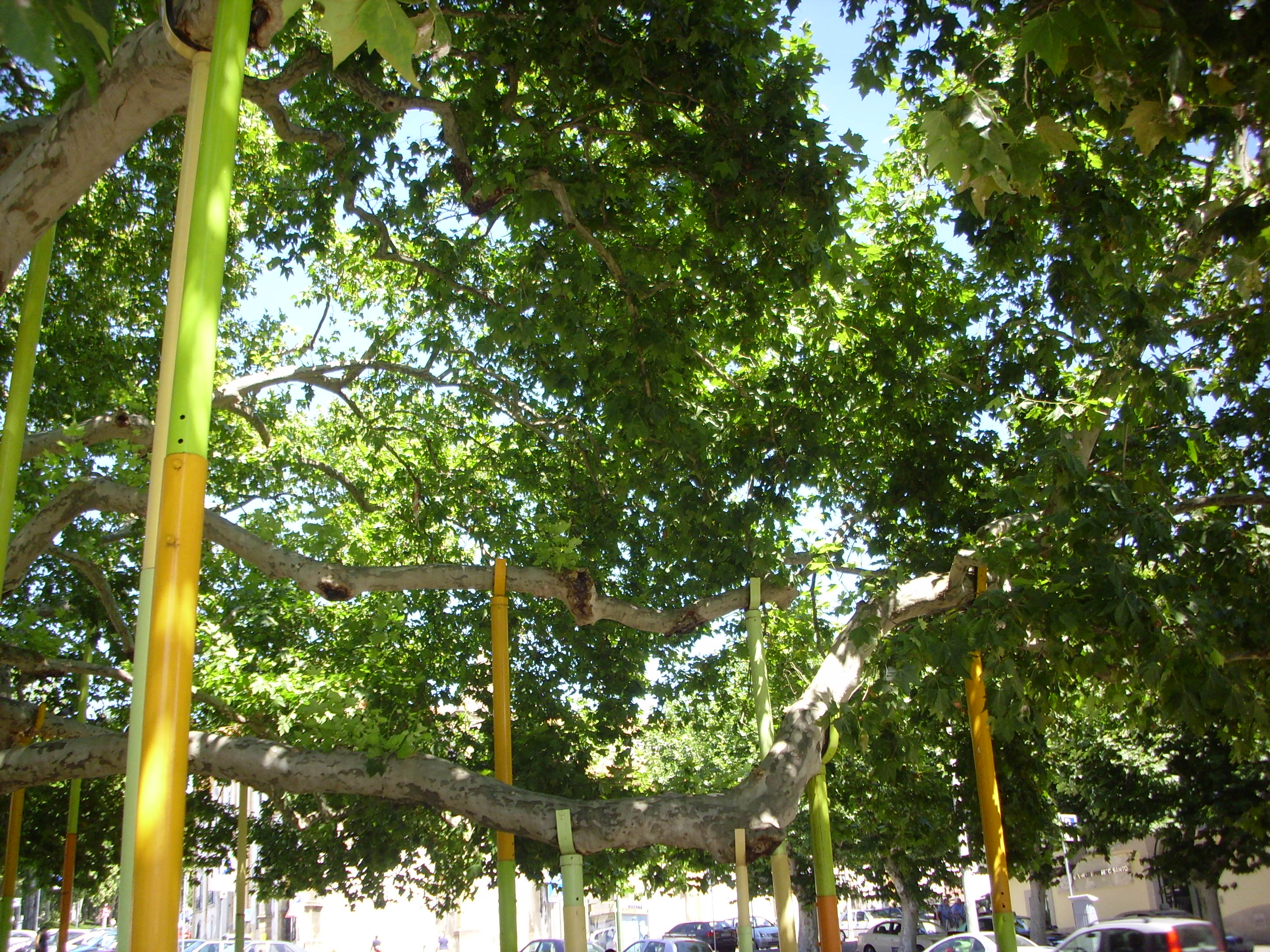
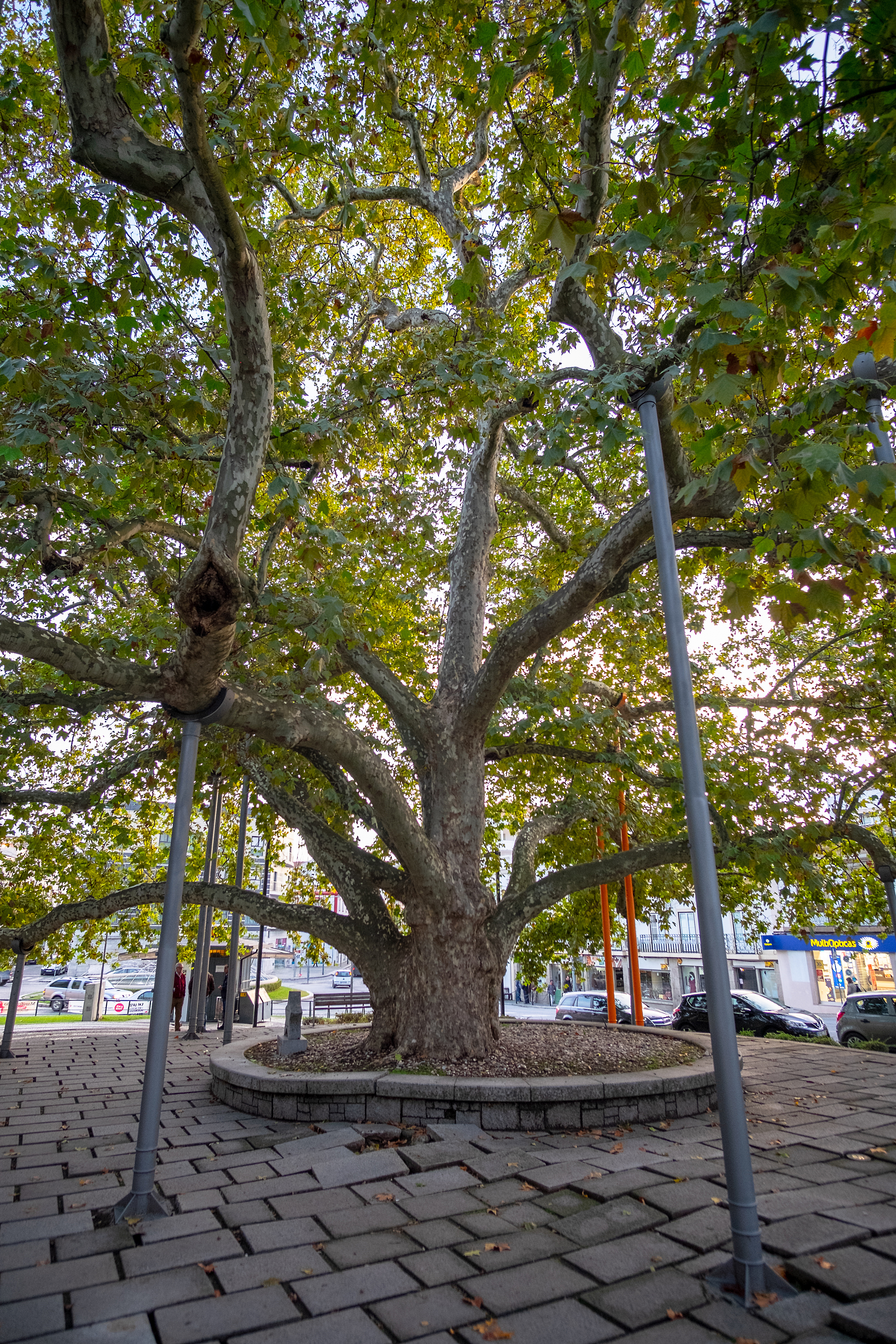